# Haskala

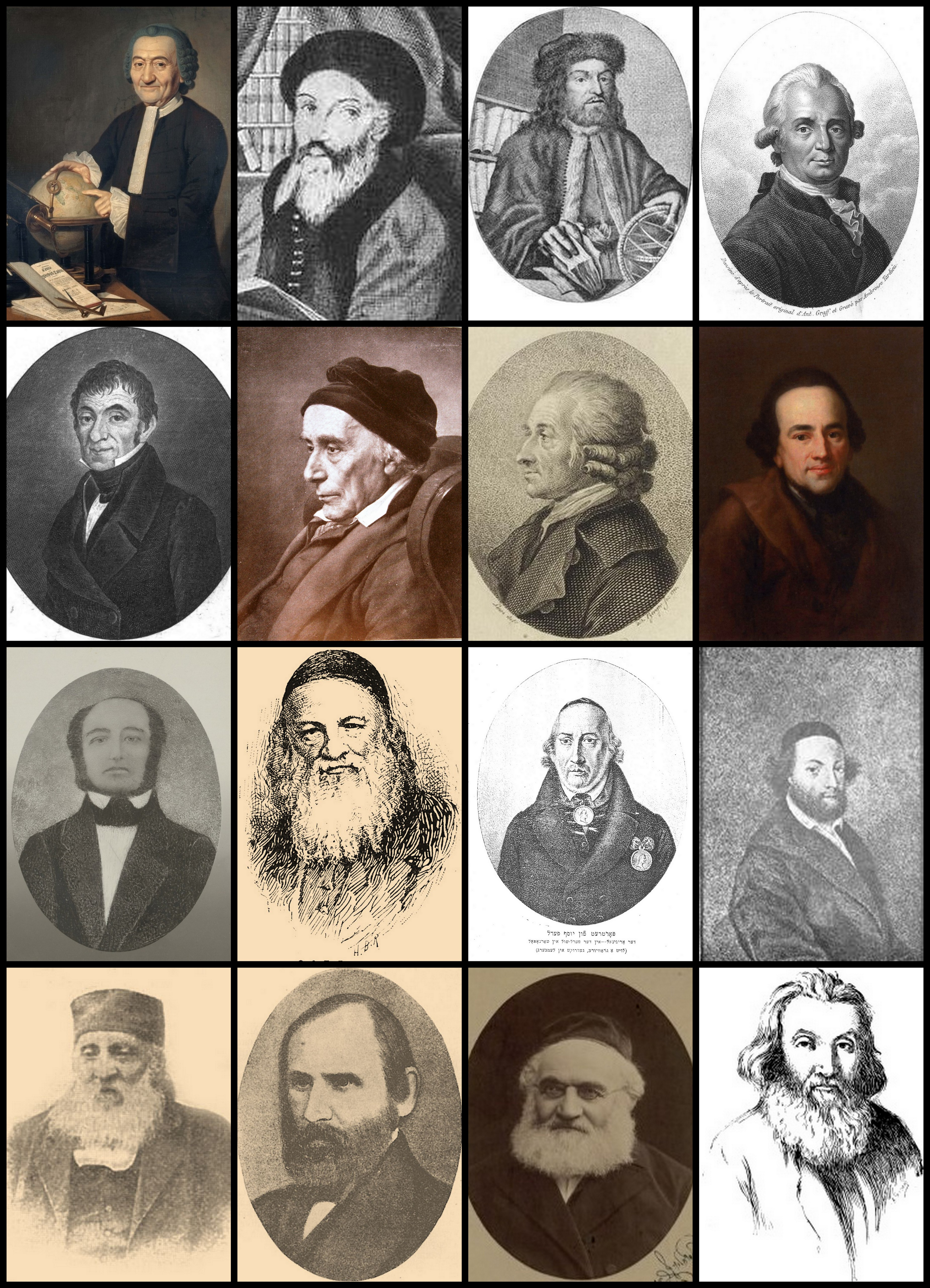
Premergători ai Haskalei : Rafael Levi Hannover • Solomon Dubno • Tobias Cohn • Marcus Elieser Bloch
2. Berlin : Salomon Jacob Cohen • David Friedländer • Naftali Hartwig Wessely • Moses Mendelssohn
3. Austria/Galiția : Judah Löb Mieses • Solomon Judah Loeb Rapoport • Joseph Perl • Baruch Jeitteles
4. Rusia : Avraham Ber Gotlober • Avraham Mapu • Shmuel Josef Fuenn• Ithzak Ber Levinson

Haskalá (în ebraică: השכלה, însemnând literal - înțelepciune, educație, erudiție) numită adesea Iluminismul evreiesc a fost o mișcare intelectuală în rândurile evreilor din Europa Centrală și de Est, care a avut o anumită influență și asupra evreilor din vestul Europei și din Orientul musulman. Începuturile ei s-au definit în anii 1770, iar ultima ei etapă s-a sfârșit în jurul anului 1881, odată cu ascensiunea naționalismului evreiesc. Haskala a avut două obiective complementare: reînnoirea culturală și morală a poporului evreu ca entitate separată, cultivând folosirea și adaptarea limbii ebraice biblice și a publicațiilor tipărite în această limbă în viața de zi de zi, de asemenea integrarea evreilor în societatea înconjurătoare. Adepții Haskalei, denumiți maskilim, au promovat aculturația - studiul culturii popoarelor lângă care au trăit evreii, inclusiv al limbii dominante în stat, și adoptarea valorilor moderne. În același timp, au încurajat productivitatea economică și însușirea unor noi meserii utile. Haskala a promovat raționalismul, liberalismul, libertatea de gândire și curiozitatea științifică, fiind percepută ca o variantă evreiască a Epocii Luminilor. Mișcarea a cuprins un spectru larg de curente, de la moderate, care tindeau spre un compromis maxim, la radicale, care urmăreau schimbări de mare anvergură. Prin diversele schimbări pe care le-a implicat, Haskala a avut un rol însemnat, chiar dacă limitat, la modernizarea evreilor din Europa Centrală și de Est. Masikilimii au propovăduit și aplicat reforme comunale, educaționale și culturale atât în sfera publică, cât și în cea privată. Ei s-au aflat într-un conflict acerb atât cu elita rabinică tradiționalistă sau ortodoxă și ultraortodoxă, atât cea a hasidismului, cât si a ortodocșilor mitnagdimi, care încercau să prezerve intacte vechile valori și norme iudaice, cât și cu asimilaționiștii care doreau eliminarea sau minimalizarea identității colective evreiești.